# Woodland Heights
Woodland Heights är en så kallad census-designated place i Venango County i Pennsylvania. Vid 2010 års folkräkning hade Woodland Heights 1 261 invånare.